# Иван Кунчев
Иван Вълчев Кунчев (Горан) е български партизанин.

## Биография
Иван Вълчев Кунчев е роден на 27 октомври 1921 г. в с. Долно Павликени, Ловешко (дн. Горан). Прогимназиалното си образование завършва в родното си село, след което продължава да учи в Ловешката гимназия „Цар Борис III“. Тук е активен член на РМС. В родното си село участва в изграждането на въздържателно дружество, младежка кооперативна група, в организирането на младежки инициативи.
След завършване на средно образование е студент в Агрономическия факултет в София. Член на БОНСС.
Участва в партизанското движение по време на Втората световна война. Поддържа връзка с ловешките партизани и ги подпомага с продоволствия, лекарства и материали. Преминава в нелегалност и е партизанин в Партизански отряд „Христо Кърпачев“ от 17 август 1943 г. Участва в няколко бойни акции. На 18 септември 1943 г. загива след престрелка с полицията в покрайнините на град Ловеч.
Родното му село е наименувано на неговото нелегално име - Горан.